# Mekadewagamitigweyawininiwak
Mekadewagamitigweyawininiwak – nazwa własna niewielkiego szczepu Indian Ameryki Północnej z plemienia Odżibwejów, z terytorium Stanów Zjednoczonych.
Po podpisaniu przez część wodzów plemienia traktatu z 1807 roku z gubernatorem Michigan Williamem Hullem tę długą nazwę przyjęła około stuosobowa grupa Odżibwejów, która zamieszkała w jednym z dwóch (obok rezerwatu spokrewnionej grupy Wapisiwisibiwininiwak nad Swan Creek) rezerwatów Odżibwejów w hrabstwie St. Clair w południowo-wschodniej części Michigan, nad rzeką Black River. Ich nazwę własną – pochodzącą od nazwy rzeki, nad którą wówczas osiedli – tłumaczy się z języka odżibwe (ang. Ojibwe) jako Lud znad Czarnej Rzeki lub też Lud znad Rzeki o Czarnych Wodach.
Po podpisaniu serii traktatów z lat 1836–1839 większość członków obu grup Odżibwejów z hrabstwa St. Clair – liczących wówczas łącznie co najmniej 200 osób (według H. Schoolcrafta) – przeniosła się najpierw do tymczasowych rezerwatów przesiedleńczych, a następnie do Kansas, gdzie stopniowo wymieszała się z przesiedlanymi ze wschodnich stanów w rejon Terytorium Indiańskiego Indianami z innych plemion.